# Innanbäcken
Innanbäcken is een dorp binnen de Zweedse gemeente Kalix. Het is een dorp ten zuidwesten van Rolfs. Het dorp was een tijdlang de plaats om de Kalixälven over te steken op de route Gammelstad – Haparanda. Op dat traject ligt nu de E4. Ook de weg naar Påläng loopt door het dorp.
Innanbäcken wordt gebruikt om de gehele regio rond Rolfs, nu de grootste plaats in het gebied, aan te duiden.
Bestuurscentrum: Kalix (tätort)
Tätort: Båtskärsnäs · Bredviken · Gammelgården · Karlsborg · Morjärv · Nyborg · Påläng · Risögrund · Rolfs · Sangis · Töre
Småort: Åkroken · Björkfors · Börjelsbyn · Granholmen · Innanbäcken · Innanlandet · Kälsjärv · Lappbäcken · Målson · Månsbyn · Ryssbält · Siknäs · Storön · Stråkanäs · Sören · Vallen · Vånafjärden
Overig: Björkvattnet · Bjumisträsk · Bondersbyn · Brattlandet · Empoberget · Forsbyn · Granån · Grubbnäsudden · Grytnäs · Hällfors · Holmträsk · Hömyrfors · Kamlunge · Klinten · Korpikå · Långfors · Lantjärv · Marieberg · Moån · Östanfjärden · Östra Flakaträsk · Östra Granträsk · Övermorjärv · Räktjärv · Rian · Småkvarn · Sockenträsk · Stora Lappträsk · Storsien · Tjäruträsk · Törböle · Törefors · Västannäs · Västra Flakaträsk · Vitvattnet ·